# 跡部の踊り念仏
跡部の踊り念仏（あとべのおどりねんぶつ）は、長野県佐久市跡部に伝わる郷土芸能。鎌倉時代に時宗を興した一遍の踊り念仏を起源とし、国の重要無形民俗文化財に指定され、2022年にはユネスコ無形文化遺産に登録された。

## 概要
一遍は、佐久の伴野荘小田切郷で踊り念仏を最初に行ったと言われ、今もその伝統が跡部地区に継承されている。本来は野外で踊られていたが、現在は浄土宗西方寺の本堂内に「道場」を設置し、毎年4月に行われる。男女の踊り手が、太鼓や鉦を打ったり、念仏を唱えたりする。かつては佐久地方の各地に踊り念仏があったが、西方寺に残るもの以外は消滅した。

## 歴史
一遍が当地に流罪となった伯父の河野通末を訪ねて来訪した際に、紫色の雲を見て、念仏を唱えながら踊ったという。跡部の踊り念仏は、江戸時代には旧暦2月に三日三晩行われたが、大正時代からは西方寺の縁日に行うようになった。戦時中は中断されたが、昭和27年から再開され4月に行うようになった。しかし中断中に「来迎和讃」「四方将軍」「極楽念仏」などが消滅し、「賽の川原和讃」だけが残った。平成12年には国の重要無形民俗文化財に指定され、令和4年11月にはユネスコ無形文化遺産に登録された。

## 内容
- 継承者 – 跡部区民在住の男女が行うが、特別な階層や家筋などはない。
- 道場 – 3.38mの土台で囲み四十九院の塔婆を方2間に並べ、鳥居を4基建てる(東に発心門、南に修行門、西に菩薩門、北に涅槃門)。中央には太鼓2面を置き、その台に数珠をかける。上部には天蓋を張って鳳凰を乗せる。これらは一遍上人の一行が鎌倉に入ろうとしたところを制止され、片瀬の浜の地蔵堂で踊り念仏を修し踊り屋の上で踊った事に由来する。また幟や幕・花などを飾るが、これは土葬時の「棺台」の姿だと言う。道場の道具には江戸時代の物もあり、西方寺に収納される。
- 装束 – 踊り装束は縞や絣の着物や喪服などで、白足袋を履き、南無阿弥陀仏の白襟布を装着し、数珠をかけることもある。太鼓係はさらに白襷、白手甲、鉢巻を用いる。
- 道具 – 太鼓は平成18年(2006年)に新調した物で、それまでの古い太鼓には正徳3年(1713年)の刻銘があった。鉦は直径16cmの青銅製の平形で跡部村の刻銘があり、鎌倉時代に跡部村金山地籍で鋳造された物と推定される。
- 人数 – 男女8人のうち2人が「賛しさ」という音頭取りで、ほかの6人が「踊り手」で胸に鉦を吊るす。
- 流れ –太鼓方の合図で踊り手が引声念仏(ナームーアーミーダーブーツー、あーりーがーたーやー)を唱えながら涅槃門脇の入り口から道場へ入る。平念仏(エー、ナムアミダブツ、ナムアミダブツ)を2回唱え最後に切り念仏(引声念仏を1回唱える)を唱える、「賽の河原和讃」を合唱する。「賽の河原和讃」と平念仏を2回繰り返した後、最後に切り念仏を唱える。ここまでを「往生」と言い、死後極楽に生まれ変わる事を浄土へ願いを立てる。次に鉦を叩きながら飛び跳ねる「踊り」を3回繰り返し、最後に1人ずつ涅槃門脇から退場する。ここまでを「観相」と言い、浄土で生まれ変わって現在に還り苦しむ他人をも救済する。この二段階構成は、法然から証空上人へと受け継がれた「二種廻向」と言う思想に基づく。
- 団子 – 踊り念仏後に、本尊に供えた三色団子が配られるが、これを食べると知恵がつくとも、風邪をひかないとも言われる[5]。妊娠中の女性は一際大きな団子を食べ、安産を願ったともさせる。2024年現在は市販の物が配られている。

## 説話
- 地名 – 跡部の舞台区は、かつて踊り念仏の舞台があった土地だという。また金鋳場区は鉦を鋳た場所で、市庭区は一遍上人が最初に踊った場所だとされる。
- 紫雲 – 一遍上人は紫雲に感激して踊り始めたと言われるが、跡部区の南方約300mには時宗金台寺があり、山号を「紫雲山」と言う[6]。